# ايبرهارد لينكه
ايبرهارد لينكه (بالألمانية: Eberhard Linke)‏ (و. 1937  م) هو نحات، وأستاذ جامعي ألماني.